# Agelasta mouhotii
Agelasta mouhotii là một loài bọ cánh cứng trong họ Cerambycidae.